# 小牧ジャンクション

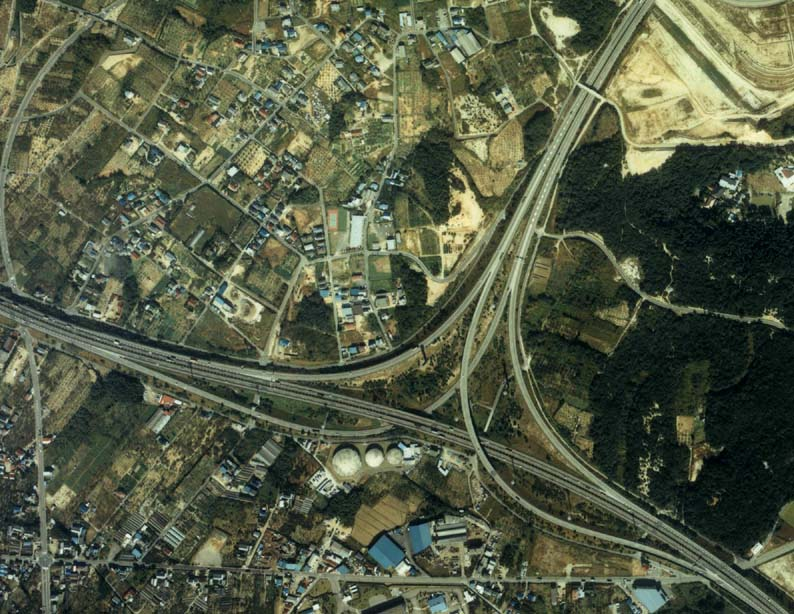
航空写真。右が東名東京方面、左が小牧IC方面、上が中央道高井戸方面。

小牧ジャンクション（こまきジャンクション）は、愛知県小牧市にある東名高速道路と中央自動車道を結ぶジャンクションである。

## 概要
日本初の高速道路同士が接続するジャンクションであり、中央自動車道の終点にあたる。ランプの形状はY型で緩やかなカーブで構成されている。
交差する高速自動車国道によって、神戸、大阪、京都、名古屋、浜松、静岡、横浜、東京など三大都市圏や岐阜、長野、山梨などを繋ぐ東西南北の結節点を担う。
東名下り線から中央道への分岐車線は春日井ICの入口車線が延長された構造であり、また中央道から東名上り線への合流車線はそのまま春日井ICの出口車線となっている。
法定路線名ではここから小牧ICまでの間、第一東海自動車道と中央自動車道西宮線との重複区間となっている。

## 接続する高速道路
- E1 東名高速道路（23番）[1]
- E19 中央自動車道

## 歴史
- 1972年（昭和47年）10月5日：開通

## 隣
E1 東名高速道路
(22) 春日井IC - (23) 小牧JCT - (24) 小牧IC
E19 中央自動車道
(32) 小牧東IC - (23) 小牧JCT